# Diadelia parapunctifrons
Diadelia parapunctifrons là một loài bọ cánh cứng trong họ Cerambycidae.